# Alumino-Oxy-Rossmanit
Das Mineral Alumino-Oxy-Rossmanit ist ein sehr seltenes Ringsilikat aus der Turmalingruppe mit der idealisierten chemischen Zusammensetzung ◻Al3Al6(Si5AlO18)(BO3)3(OH)3O. Das Quadrat-Symbol (□) steht dabei für einen nicht besetzten Platz in der Kristallstruktur.
Anhand äußerer Kennzeichen ist Alumino-Oxy-Rossmanit nicht von anderen, schwach gefärbten, rossmanitischen elbaitischen, dravitischen oder uvitischen Turmalinen zu unterscheiden. Sie kristallisieren mit trigonaler Symmetrie und bilden farblose bis rosafarbene, prismatische Kristalle von einigen Millimetern bis Zentimetern Größe. Im Dünnschliff erscheinen sie blass rosa bis farblos. Wie alle Minerale der Turmalingruppe sind sie pyroelektrisch und piezoelektrisch.
Alumino-Oxy-Rossmanit ist bislang (2021) nur an seiner Typlokalität gefunden worden, einem moldaunubischen Pegmatit einige hundert Meter nordöstlich des Dorfes Eibenstein in der Stadtgemeinde Raabs an der Thaya, Österreich.

## Etymologie und Geschichte
Turmaline, in denen signifikante Mengen Silicium (Si4+) durch Aluminium (Al3+) ersetzt wurden, kennt man seit Mitte des 20. Jahrhunderts. 1962 beschrieben M. J. Buerger und Mitarbeiter vom Massachusetts Institute of Technology einen Dravit aus De Kalb mit 0,42 Al auf der Siliziumposition. Ähnlich hohe Gehalte tetraedrischen Aluminiums (0,37 Al) dokumentierten Franklin F. Foit und Philip E. Rosenberg von der Washington State University 17 Jahre später in einem vanadiumreichen Turmalin.
Der Aluminiumeinbau in der Tetraederposition wird durch hohe Temperaturen begünstigt, und für Turmaline aus amphibolith- bis granulithfaziellen Gesteinen sind um 0,4 apfu (Atome pro Formeleinheit) Aluminium auf der Siliziumposition nicht ungewöhnlich. Ein Beispiel ist ein olenitischer Oxy-Turmalin mit 0,4TAl aus dem Kuklík-Pegmatit bei Kutná Hora in Tschechien.
Neben Al3+ kann auch Bor (B3+) das Si4+ auf seiner Position ersetzen, wobei die Gehalte tetraedrischen Bors bei Drucken unter ~1000–1500 MPa (10–15 kbar) mit sinkenden Temperaturen zunehmen. So enthält ein foititischer Turmalin, der bei niedrigen Temperaturen und Drucken in den Porenräumen eines Sandsteins gewachsen ist, bis zu ~0,60 B3+ oder 0,37 Al3+. Die Zusammensetzung dieser diagenetischen Turmaline schwankt. Entweder sind die Al-Gehalte hoch oder die B-Gehalte. Neben dem Druck und vor allem der Temperatur hat auch die wechselnde Zusammensetzung der Lösungen einen erheblichen Einfluss auf die Substitution von Silizium durch dreiwertige Kationen.
Die Gehalte dreiwertiger Kationen auf der Siliziumposition bleiben in den bisher untersuchten natürlichen Turmalinen unter 1 apfu. Nur in synthetischen Turmalinen wurden deutlich höhere B-Gehalte bestimmt. Im Jahr 2000 synthetisierte eine Arbeitsgruppe um Werner Schreyer an der Ruhr-Universität Bochum einen Na-Alumino-Oxy-Turmalin mit über 2 apfu Bor auf der Si-Position, 0,58 apfu Si auf der oktaedrischen Al-Position und 0,28 Leerstellen auf der [Y]-Position. Im Jahr darauf publizierten sie Analysen eines synthetischen Na-freien Alumino-Oxy-Turmalins mit 1,5 apfu tetraedrischen Bors. Für diesen Turmalin geben sie die Endgliedzusammensetzung ◻(Al3)Al6(Si6O18)(BO3)3(OH)2O2 an. 15 Jahre später synthetisierte eine Arbeitsgruppe am Geoforschungszentrum Potsdam Turmaline verschiedener Zusammensetzungen, darunter ein olenitischer Turmalin mit 1,2–2,5 apfu tetraedrischem Bor. Die Variation der Zusammensetzungen erklären sie mit den Austauschreaktionen:
- [T]Si4+ + [V,W]O2− = [T]Al3+ + [V,W](OH)−
- [T]Si4+ + [X]◻ = [T]Al3+ + [X]Na+.

In der 2011 von Darrell J. Henry und Mitarbeitern veröffentlichten Klassifikation der Turmaline werden die hohen Gehalte an tetraedrischem Bor und Aluminium erstmals mit den hypothetischen Endgliedern
- Na Al3 Al6(Si3Al3O18)(BO3)3(OH)3OH
- Na Al3 Al6(Si3B3O18)(BO3)3(OH)3OH

sowie deren Fluor-Äquivalenten berücksichtigt. Den Ersatz von Silizium durch dreiwertige Kationen erklären sie mit der Austauschreaktion
- [T]Si4+ + [Y](Mg,Fe,Mn)2+ = [T]Al3+ + [Y]Al3+.[15]

Über die von Kutzschbach und Mitarbeitern beobachteten Austauschreaktionen gelangt man zu den hypothetischen Endgliedern
- ◻ Al3 Al6(Si4Al2O18)(BO3)3(OH)3OH
- Na Al3 Al6(Si4Al2O18)(BO3)3(OH)3O

und bei deren Kombination zum Alumino-Oxy-Rossmanit
- ◻ Al3 Al6(Si5AlO18)(BO3)3(OH)3O.

Bei einer ersten Untersuchung der aluminiumreichen Lithium-Turmaline aus dem Pegmatit bei Eibenstein im Jahr 2005 wurden diese als Oxy-Rossmanit (◻(Li0,5Al2,5) Al6(Si6O18)(BO3)3(OH)3O) charakterisiert, ein hypothetisches Endglied, das Hawthorne und Henry in ihrer Klassifikation der Turmaline 1999 einführten.
Spätere spektroskopische Untersuchungen zeigten, dass Mangan in diesen Turmalinen größtenteils als Mn3+ vorliegt. Diese höheren Gehalte an dreiwertigen Kationen erforderten die Einführung der neuen Turmalinzusammensetzung des Alumino-Oxy-Rossmanit, das im Jahr 2020 von der International Mineralogical Association (IMA) als neues Mineral anerkannt wurde. Sie wählten den Namen wegen der chemischen Ähnlichkeit zum hypothetischen Oxy-Rossmanit und Rossmanit, das nach dem Mineralogen George R. Rossman vom California Institute of Technology in Pasadena (Kalifornien) benannt worden ist.

## Klassifikation
In der strukturellen Klassifikation der IMA gehört Alumino-Oxy-Rossmanit zur Leerstellen-Gruppe in der Turmalinobergruppe.
Da Alumino-Oxy-Rossmanit erst 2021 als eigenständiges Mineral beschrieben wurde, ist es weder in der seit 1977 veralteten 8. Auflage der Mineralsystematik nach Strunz noch im Lapis-Mineralienverzeichnis nach Stefan Weiß aus dem Jahr 2018, das sich aus Rücksicht auf private Sammler und institutionelle Sammlungen noch nach dieser alten Form der Systematik von Karl Hugo Strunz richtet, verzeichnet.
Die von der International Mineralogical Association (IMA) zuletzt 2009 aktualisierte 9. Auflage der Strunz’schen Mineralsystematik kennt den Alumino-Oxy-Rossmanit ebenso wenig wie die vorwiegend im englischen Sprachraum gebräuchliche Systematik der Minerale nach Dana.
Die von der Mineraldatenbank „Mindat.org“ weitergeführte Strunz-Klassifikation ordnet den Alumino-Oxy-Rossmanit in die Klasse der „Silikate und Germanate“ und dort in die Abteilung der „Ringsilikate“, genauer in die Unterabteilung „[Si6O18]12−-Sechser-Einfachringe mit inselartigen, komplexen Anionen“ (englisch [Si6O18]12− 6-membered single rings, with insular complex anions) mit der Systemnummer 9.CK. (vergleiche dazu auch gleichnamige Unterabteilung in der Klassifikation nach Strunz (9. Auflage)). Eine weitere Einordnung in eine Gruppe mit chemisch und strukturell verwandten Mineralen wurde bisher nicht vorgenommen (Stand 2024).

## Chemismus
Alumino-Oxy-Rossmanit ist das Leerstellen-Analog von Elbait bzw. das Aluminium-Analog von Foitit oder Magnesio-Foitit und hat die idealisierte Zusammensetzung [X]◻[Y](Al3)[Z]Al6[T](Si5Al O18)(BO3)3[V](OH)3[W]O, wobei [X], [Y], [Z], [T], [V] und [W] die Positionen in der Turmalinstruktur sind. Für den Alumino-Oxy-Rossmanit aus der Typlokalität wurde folgende empirische Zusammensetzung ermittelt:
- [X](◻0,53Na0,46) [Y](Al2,37Mn3+0,21Li+0,16Mn2+0,07Fe3+0,03Fe2+0,01Ti4+0,01) [Z]Al6 [[T](Si5,37Al0,41B0,22)O18](BO3)3 [V][(OH)2,77O0,23] [W][O0,80(OH)0,15F0,05]

Diese Zusammensetzung des Alumino-Oxy-Rossmanit kann als komplexer Mischkristall mit Olenit, Elbait und kleinen Anteilen von Fluor-Liddicoatit und Tsilaisit beschrieben werden, entsprechend der Austauschreaktionen:
- [X]◻ + [T]Al + 3[V](OH) + [W]O = [X]Na + [T]Si + 3[V]O + [W](OH) (Olenit)
- [X]◻ + 3[Y]Al + [T]Al + [W]O = [X]Na + 3[Y]Mg + [T]Si + [W]F (Fluor-Elbait)
- [X]◻ + 3[Y]Al + [T]Al + [W]O = [X]Na + 3[Y]Mg + [T]Si + [W]OH (Elbait)
- [X]◻ + 3[Y]Al + [T]Al + [W]O = [X]Na + 3[Y]Mn + [T]Si + [W]OH (Tsilaisit)
- [X]◻ + 2[Y]Al + [T]Al + [W]O = [X]Ca + 2[Y]Li + [T]Si + [W]F (Fluor-Liddicoatit)

## Kristallstruktur
Alumino-Oxy-Rossmanit kristallisiert mit trigonaler Symmetrie in der Raumgruppe R3m (Raumgruppen-Nr. 160) mit 3 Formeleinheiten pro Elementarzelle. Die Gitterparameter des natürlichen Mischkristalls aus der Typlokalität sind: a = 15,8031(3) Å, c = 7,0877(3) Å.
Die Kristallstruktur ist die von Turmalin. Die von 9 Sauerstoffen umgebene X-Position ist nicht oder nur gering besetzt, die oktaedrisch koordinierte [Y]-Position ist vollständig mit dreiwertigen Kationen, überwiegend Aluminium (Al3+), besetzt und die kleinere, ebenfalls oktaedrisch koordinierte [Z]-Position enthält (Al3+). Die tetraedrisch koordinierte [T]-Position ist gemischt besetzt mit 5 Silizium (Si4+) und einem Aluminium und die [W]-Anionenposition ist mit einem O2−-Ion besetzt.

## Bildung und Fundorte
Alumino-Oxy-Rossmanit bildet sich zu Beginn der Kristallisation wasserarmer, pegmatitischer Schmelzen bei hohen Temperaturen um 700 °C.
Die Typlokalität und einziges bekanntes Vorkommen (Stand 2021) ist ein Steinbruch der Firma Hengel nordöstlich des Dorfes Eibenstein in der Stadtgemeinde Raabs an der Thaya in Österreich. Aufgeschlossen sind hier Marmore und Amphibolite, in die kleine Pegmatite eingelagert sind. Im zentralen Bereich eines dieser Pegmatite tritt rosa Alumino-Oxy-Rossmanit eingewachsen in Quarz auf, zusammen mit Mikroklin, Albit und Fluorapatit. Muskowit ist weitgehend abwesend. Schorlomitische und dravitische Turmaline finden sich als spätere Bildungen und im Randbereich der Pegmatite. Weitere Begleitminerale sind Beryll, Columbit sowie geringe Mengen an Baryt, Bertrandit, Bismut, Eulytin, Hübnerit, Pollucit, Scheelit, Stibarsen, Titanit und einige weitere nicht identifizierte Minerale.